# كعكة سمنل
كعكة السَّمْنَل هي كعكة فاكهة خفيفة تتضمن طبقتين من عجينة اللوز أو مرصبان، تكون إحدى الطبيقتين في الوسط والأولى في الأعلى، حيث تحمّص وتؤكل في موسم عيد القيامة في المملكة المتحدة وجزيرة أيرلندا ودول أخرى. كانت في الأصل تُصنع ليوم الأحد الأوسط في موسم الصوم الكبير، عند انتهاء صوم اليوم الأربعين.
أما معنى كلمة «سيمنل» فهو غير واضح: ثمة مرجع يعود لعام 1226 يشير للخبز المصنوع لأجل سمينيل، ويفهم منه أن معناها «الخبز الأبيض الرقيق»،
من الكلمة اللاتينية «سيميلا» وتعني «الدقيق الناعم» على الرغم من أن جون دي غارلاندي شعر أن الكلمة كانت مكافئة لكعكة المشيمة،
كعكة كان الهدف منها الإرضاء.

## المكونات
تصنع كعكة سيمنل من طحين، سكر، زبدة، بيض، توابل مخلوطة، فواكه مجففة وقشورة مسكّرة. أحياناً يستخدم ماء زهور البرتقال أو البراندي، إما في خلطة الكعكة أو لتنكيه عجينة اللوز. حديثاً، تستخدم المرزبان أو عجينة اللوز كحشوة، مع طبقة وسطى من المزيج قبل خبز الكعكة، كما تستخدم لتزيين الكعكة. Most recipes require at least 90mn of cooking, and advise using several layers of baking parchment to line the tin, and sometimes brown paper wrapped around the outside to stop it burning.

## التاريخ

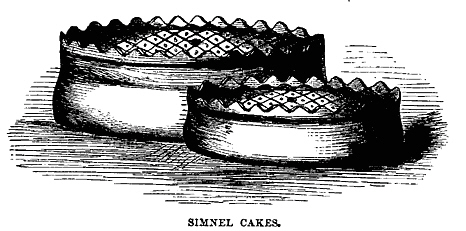
كعكة سمنل مزينة 1869

كانت كعكة سيمل معروفة منذ العصور الوسطى على أقل تقدير. كانت قوانين الخبز حينها تشير إلى أنها كانت تُغلى ثم تُخبز، وهي تقنية قادت إلى اختراع اسطوري، تداوله الناس منذ 1745 حتى عقد 1930.
تعزو أسطورة شعبية اختراع كعكة سيمل إلى لامبرت سيمنل؛ لكن المراجع تشير إلى أنها وجدت منذ 200 سنة قبل مولده. وجدت وصفات وأشكال مختلفة للكعكة في كل مدينة. أكثر الوصفات انتشاراً وشعبية هي شروزبيري.